# انسان دمانیسی
انسان دمانیسی (نام علمی: Dmanisi hominins) گروه (پیشتر شناخته‌شده به عنوان گونه) منقرض‌شده‌ای از سردهٔ انسان است که نزدیک به ۱ میلیون و ۸۰۰ هزار سال پیش می‌زیسته است. سنگ‌واره‌های این انسان در شهر دمانیسی در جنوب گرجستان به دست آمده است و از همین روی نام انسان دمانیسی بر این گونه نهاده‌اند. جمجمهٔ انسان دمانیسی پاره‌ای ویژگی‌های گونه‌های متقدم انسان را می‌دارد و پاره‌ای ویژگی‌های گونه‌های متأخر را. ابزارهای به‌دست‌آمده از او گویای یکی فناوری سادهٔ ابزارسازی‌اند که مبتنی بر تراشه‌هایی‌است که تنها بر یک طرفشان کار شده است. همه ابزارها از بازالت محلی ساخته شده‌اند و شامل تراشنده، تراشه و ساطور می‌شوند.
بنابر یافته‌های متاخر، انسان‌شناسان بر این باورند که بهتر است انسان دمانیسی به همراه انسان رودولفی، انسان گاتنگی و انسان کارورز به عنوان گونه‌ای جدا طبقه‌بندی نشود و تحت همان گونهٔ انسان راست‌قامت از آن یاد شود.
انسان دمانیسی جمجمه‌ای کوچک دارد و اولین گروهی از سردهٔ انسان است که در قارهٔ اروپا سکونت یافته است.

پراکنش Homo ergaster/Homo erectus (زرد)؛ Homo neanderthalensis (اخرایی) و Homo sapiens (قرمز)

## اساطیر
در شاهنامه فردوسی و بسیاری از متون پهلوی از جمله اوستا از موجوداتی سخن به میان آمده به نام دیو که گرچه از نژاد آدمیان نبوده‌اند ولی در عین حال از صفات آدمی نیز بی بهره نیستند؛ مانند ابزاری برای شکار و جنگ دارند، رئیس و رهبر دارند، سخن می‌گویند واجد درک و فهمند، در برخورد با دشمنان چاره اندیشی می‌کنند، در برخی موارد مرده‌های خود را دفن کرده و همراهشان اشیا و غذاهای گوناگونی در قبر می‌گذاشتند به صورت ظاهری سیه چرده اند، دندان‌هایی مثل گراز دارند و اندامشان را موهای بلند می‌پوشاند، گرز و لباس رزم دارند و از همه مهم‌تر بیشتر در غارها زندگی می‌کنند و در قسمت شمالی ایران زندگی می‌کرده‌اند. در شاهنامه طهمورث به انسانها دستور می‌دهد که با دیوها معاشرت، زاد و ولد، و دادوستد انجام ندهند و دیوها را از دهکده‌ها و شهرها بیرون کنند. به گفته دانشمندان انسان خردمند (هموساپینس ساپینس) در آخرین سال‌های پایانی عصر یخبندان با انسان دست افزار (نئاندرتال) هم عصر بوده و در برخی از آثار باستانی به دست آمده نشانگر این است که در کنار هم زندگی و زاد و ولد می‌کردند و حتی به عنوان دشمن و منبع غذایی بایکدیگر می‌جنگیدند. به‌طور قطع مشخص است ایرانیان باستان سالیان دور با موجوداتی به نام دیو با مشخصات نئاندرتال و انسان دمانیسی در جنگ و مبارزه بوده‌اند، هر چند که در طول این همه مدت داستان‌ها رنگ و بوی اسطوره به خود گرفته باشند.